# Rhinella rubropunctata
Espèce
Synonymes
- Bufo rubro-punctatus Guichenot, 1848
- Bufo rubropunctatus Guichenot, 1848
- Bufo spinulosus var. surda Werner, 1898 "1897"
- Bufo chiragra Philippi, 1902

Statut de conservation UICN

 VU A2c : Vulnérable
Rhinella rubropunctata est une espèce d'amphibiens de la famille des Bufonidae.

## Répartition

Distribution

Cette espèce se rencontre entre 200 et 800 m d'altitude :
- au Chili dans les provinces d'Arauco, de Valdivia, de Llanquihue et de Cautín ;
- en Argentine dans le département de Bariloche dans la province de Río Negro et dans le département de Cushamen dans la province de Chubut.

## Publication originale
- Guichenot, 1848 : Reptilia. Historia fisica y politica de Chile. Tomo segundo, Zoológia. Casa del Autor, Paris. Museo Nacional de Historia Natural, Santiago, p. 1–136 (texte intégral).